# Othegraven
Othegraven ist der Name eines ursprünglich edelfreien Geschlechts aus dem heute deutsch-belgisch-niederländischen Grenzgebiet. Sieht man von den schon im 13. Jahrhundert auftretenden de Fossa und de Fossato ab, deren Zusammenhang mit den von Othegraven bislang nicht nachgewiesen ist, ist 1375 Cloes van Ottegroeven der erste urkundlich belegte Namensträger.

## Geschichte
Die Othegraven sind ein altes, ursprünglich limburgisches Adelsgeschlecht, welches früher Oetengroeuen, später Ottegrauen, das heißt aus dem Graben (lateinisch de fossa), geschrieben wurde und sich dann Othegraven schreibt. Während Cloes van Ottegroeven 1375 als Lehensträger von Valkenburg urkundlich erwähnt wird, beginnt die ununterbrochene Stammreihe des Geschlechts mit Johannes von Othegraven († 1643), der Besitzer des Herrengutes in Simpelfeld war. In der ersten Hälfte des 17. Jahrhunderts saß es zu Mitteluersfeld, das durch die Erbtochter des Abraham von Streithagen an sie kam. Dann erwarben die Othegraven durch Heirat Burg Uebach. 1724 wurden sie mit dem adeligen Gut Mühlenbach bei Kohlscheid belehnt. Anton Fahne gibt eine ihm bekannte Aufschwörung und eine Stammtafel an, die mit Johann von Oetengroeuen († 1643) beginnt und mit Johann Wilhelm Anton von Othegraven (* 1740), Rektor der Familien-Vikarie zu Aachen, schließt. Darin kommt Johann Gottfried Wilhelm von Oetengroeuen, genannt von Imstenraedt, und dessen Sohn Gerhard Freiherr von Imstenraedt zu Oetengroeuen und Brönberg, vor. Das Geschlecht ist der Adelsmatrikel der preußischen Rheinprovinz unter Nr. 81 immatrikuliert.

Haus Ottegraven in Mittel-Uersfeld, Foto um 1912, nach 1950 verfallen und abgetragen

## Wappen
- In Weiß ein rotes Schlangenkreuz, auf dem Helm mit rot-weißen Decken ein Pfauenkopf.
- In Weiß ein rotes Ankerkreuz, auf dem Helm sechs Pfauenfedern.
- Allianzwappen von Othegraven-Streithagen (aus der Ehe von Anna Maria von Streithagen, Tochter von Abraham von Streithagen, mit Gottfried von Othegraven): Quadriert, 1 und 4 das Stammwappen, 2 und 3 in Rot ein gelbes Kreuz, im rechten Obereck ein blauer Eisenhut. Zwei gekrönte Helme, 1 mit dem Pfauenhut, 2 mit Mannsrumpf, belegt mit dem Schildzeichen des 2. und 3. Feldes, auf dem Kopf ein blauer Eisenhut mit einer roten, gelben und blauen Feder.

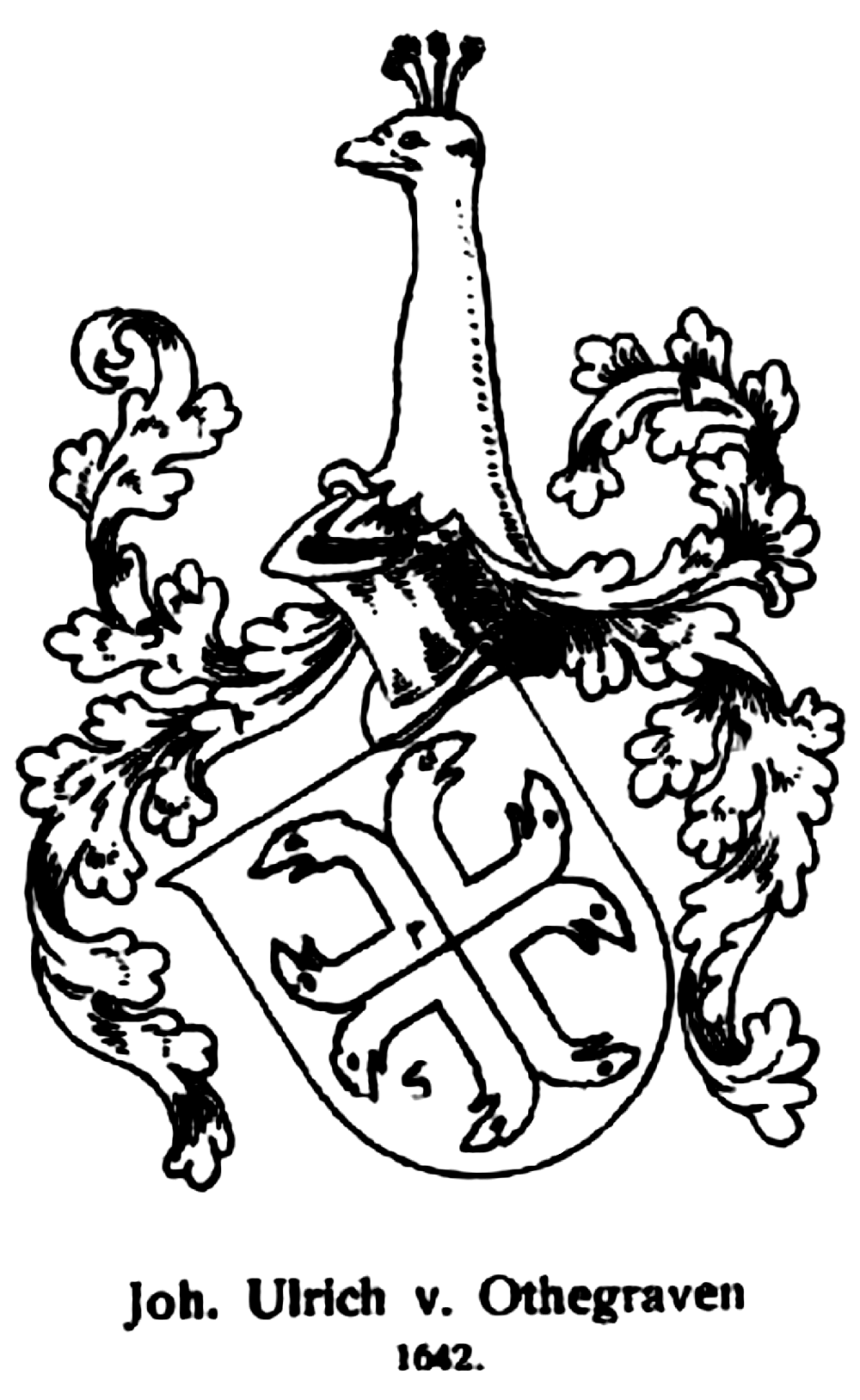
Wappen von 1642
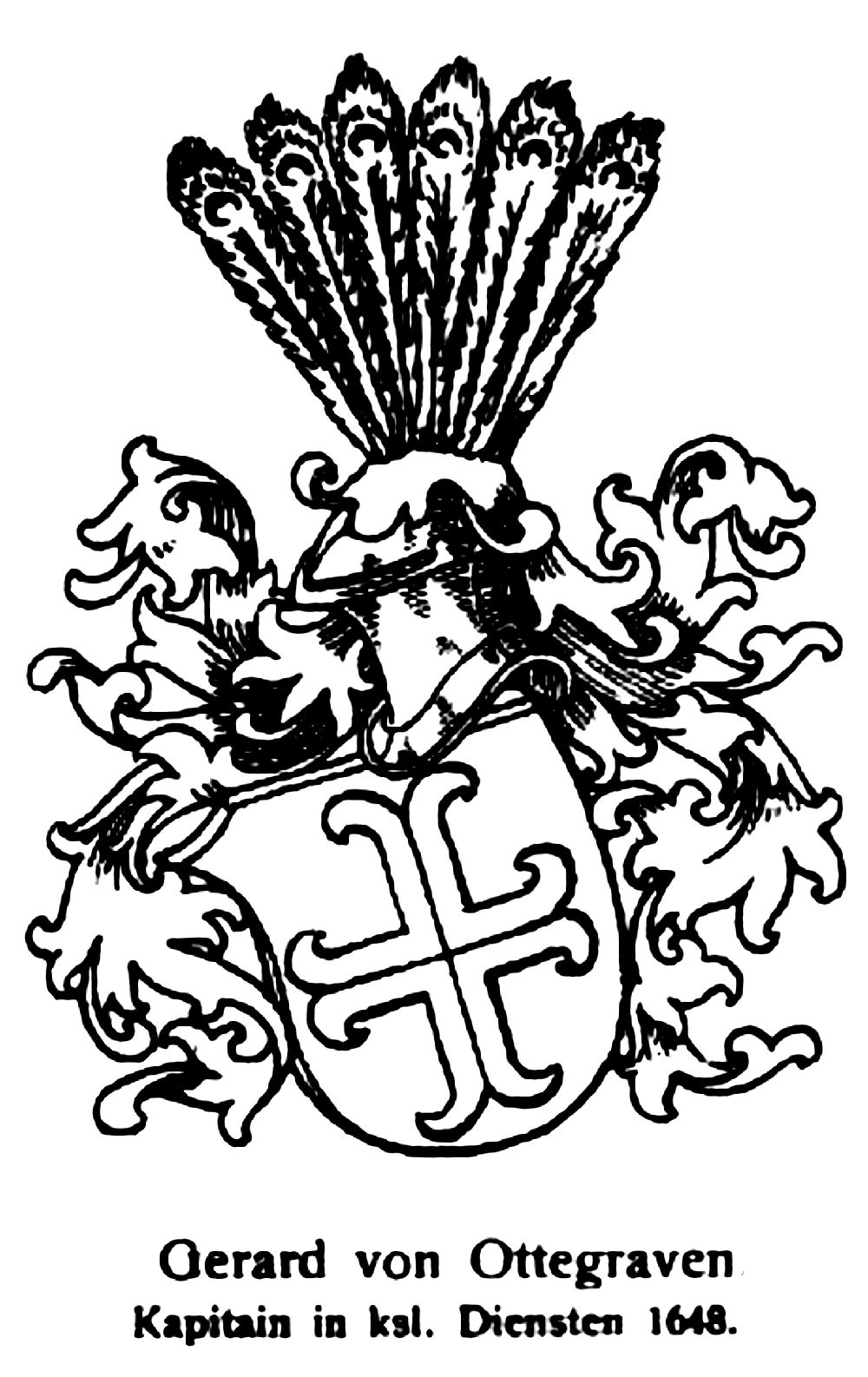
Wappen von 1648
Geviertes Wappen derer von Othegraven (Vereinigung von Othegraven und (Judenkop) von Streithagen)

## Bekannte Angehörige

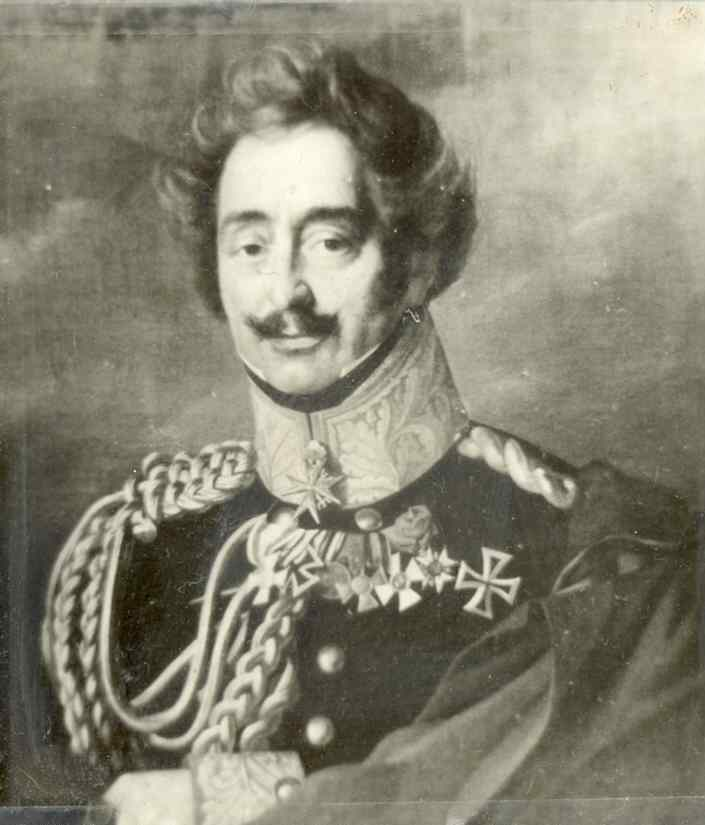
Karl Thomas von Othegraven

- Karl Thomas von Othegraven (1769–1844), preußischer Generalleutnant, Ritter des Pour le Mérite mit Eichenlaub
- Maria Barbara von Othegraven, letzte Äbtissin der gefürsteten Abtei Tirlemont
- Friederich von Othegraven, Generalunternehmer des Festungsbaus des Fort Napoleon in Büderich, heute Fort Blücher, setzte dort 1808 Dampfmaschinen von Franz Dinnendahl zur Entwässerung ein[5]
- Johann Karl Ludwig von Othegraven (1797–1860), Begründer und 1. Vorsitzender der Neusser Schützengilde von 1850 e. V.[6]
- Albert von Othegraven (1798–1866), preußischer Generalmajor
- Friedrich August von Othegraven (1802–1878), preußischer Generalleutnant
- Heinrich von Othegraven (1821–1899), deutscher Theaterschauspieler, -regisseur und -intendant
- Wilhelm von Othegraven (1842–1915), Großkaufmann zu Wesel, Präsident der Handelskammer ebdt. und Kreisdeputierter
- August von Othegraven (1864–1946), Komponist, Musikpädagoge und Vorstand der Cäcilia Wolkenburg
- Hugo Eugen Friedrich Maria von Othegraven (1873–1942), Maler und Afrikaforscher, erlangte Bekanntheit, als ein in seiner Wohnung in Berlin gehaltener Leopard 1932 das Portierskind zerfleischte und dessen Mutter schwer verletzte.[7] Sein Verteidiger war Max Alsberg.[8]
- Maximilian von Othegraven (1888–1968), Eigentümer des nach ihm benannten Weingutes von Othegraven an der Saar bei Kanzem, das 2010 in den Besitz von Günther Jauch übergegangen ist, und Namensgeber des Weines „Maximilian von Othegraven“, jetzt „Maximus“
- Elsa von Othegraven (1889–1948), Ehefrau von Hans Jauch und Großmutter von Günther Jauch
- Gerda Johanna Heike von Othegraven (* 1945), Künstlerin [9]

## Literarische Figuren
- Baroness Agathe von Othegraven, Sprechrolle in der Operette Die Försterchristl
- Konrektor Othegraven, literarische Dekonstruktion des pathetisch besungenen Helden der Schlacht an der Katzbach Karl Thomas von Othegraven durch Theodor Fontane in seinem Roman Vor dem Sturm → siehe: Karl Thomas von Othegraven in der Belletristik